# 顏如憶
顏如憶（1991年6月29日—），女性，台灣娛樂新聞人物、檳榔西施、電玩遊戲廣告女主角。

## 個人簡歷
顏如憶從小父母離異，15歲時父親因為鼻咽癌過世，小弟送到寄養家庭，自己和大弟住到姑媽家。這段期間，她從高職休學，在中和當起檳榔西施賺錢。
據平面媒體採訪，她已與黃裕昇所任職的映畫製作公司簽約，正式宣告進入演藝圈。並且獲得電玩遊戲「巨人online」的代言機會，將在遊戲廣告中飾演女主角。
2010年5月12日，顏如憶自爆曾險遭姑丈性侵，並登上壹週刊468期封面。

## 爭議事件
2010年4月6日上班期間，因與北縣中和市員警發生爭執後，被員警過肩摔而上了隔天蘋果頭版。巧合的是，就在前一天4月5日，她登上男性雜誌《尤物》4月號的封面。4月7日應邀上TVBS電視節目2100全民開講為事件做出說明。4月24日顏如憶替雜誌《尤物》拍的性感寫真書《馬路天使》上市。由於在她與員警鬧糾紛的同時推出，顏如憶因而受到媒體矚目，一時成為社會新聞與娛樂新聞的焦點。
2010年7月20日下午在板橋地檢署首次開庭，顏如憶向平面媒體表示願意接受和解。同年9月7日板橋地檢署偵結全案，顏如憶因妨害公務罪緩起訴2年，並應接受12小時法治教育講習；員警欒丞獲不起訴處分。
2012年，顏如憶因未完成12小時法治教育課程而被撤銷緩起訴，並被板橋地方法院依妨害公務罪判處拘役5天，另依傷害罪判處罰金3,000元。